# Saharastof

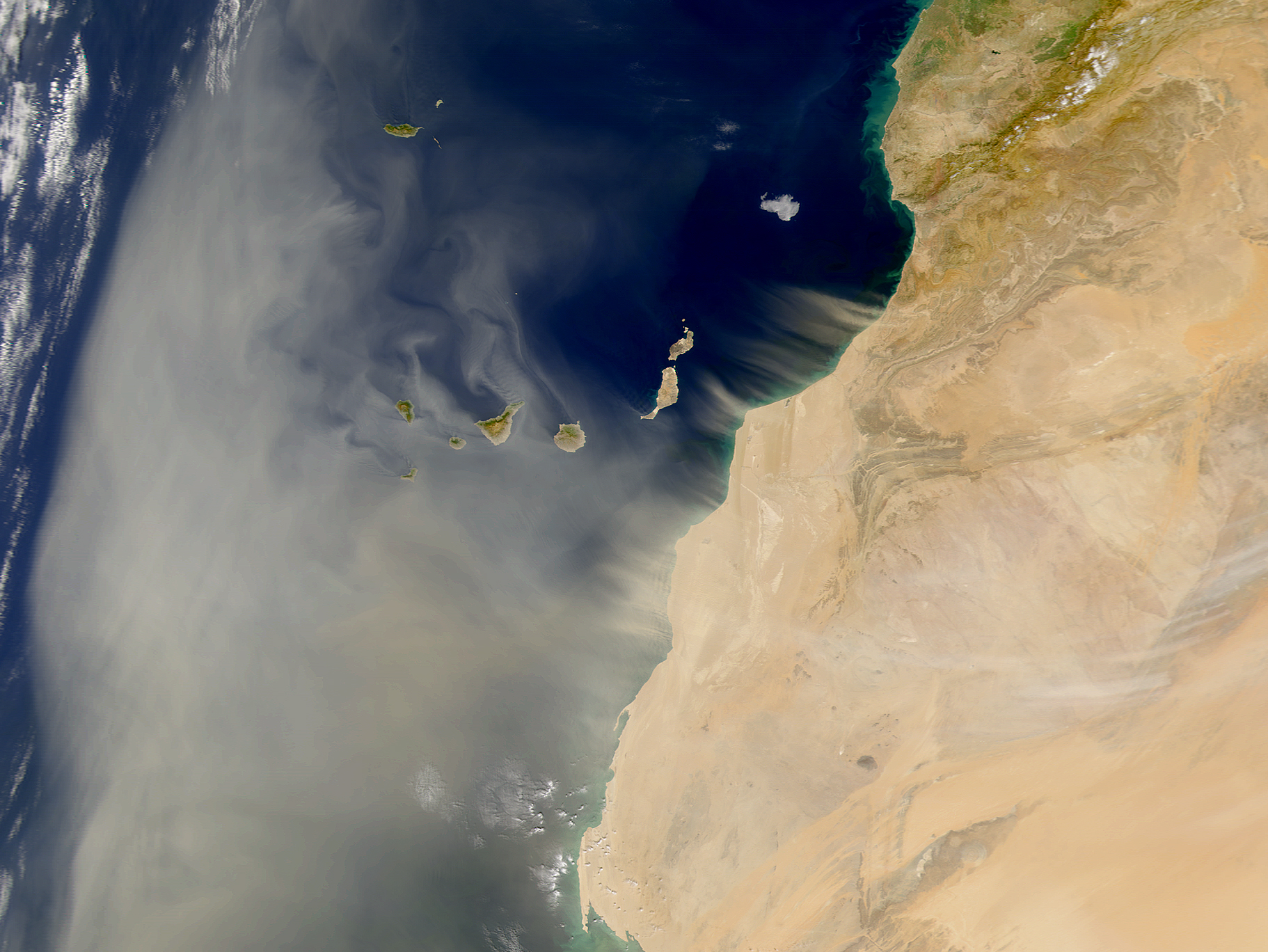
Saharastof bij de Canarische Eilanden op 11-02-2001: NASA

Saharastof is stof uit de Sahara dat met de regen op aarde terechtkomt. Tijdens stof- en zandstormen, die in het woestijngebied voorkomen, kan het stof tot kilometers hoogte in de atmosfeer komen. Wanneer de luchtstroming over een grote afstand van zuid naar noord is gericht, kan het Saharastof tot boven Nederland en België of nog noordelijker komen. Valt er dan regen, dan kan het stof met de neerslag op het aardoppervlak terechtkomen. Vooral na een licht buitje is dan het roodbruin gekleurde Saharastof te zien op voorwerpen als auto's, daken en tuinmeubilair.
Neerslag met Saharastof is al een eeuwenoud verschijnsel. Vroeger kon men het alleen niet verklaren en werd het wel toegeschreven aan insecten die het regenwater roodachtig kleurden. Het stond ook wel bekend als bloedregen of wonderregen. In de landen rond de Middellandse Zee komt het herhaaldelijk voor. In Nederland is Saharastof in de twintigste eeuw op zeker vijftien dagen op uitgebreide schaal voorgekomen, steeds bij voor de tijd van het jaar warm weer. Afhankelijk van het brongebied kan de kleur van het stof variëren van lichtgrijs tot rood of bruin. Het bevat verschillende mineralen en is soms al enkele dagen voor het West-Europa bereikt op de satellietfoto te zien.
Opmerkelijk was de situatie van 12 mei 1998. Door de hitte ontstonden heel lokaal enkele regen- en onweersbuien. De atmosfeer zat vol met stuifmeel afkomstig van bomen en bloeiende grassen en hoog in de atmosfeer zat ook wat stof uit de Sahara; het brongebied van de lucht lag in de Sahara. Het Saharastof kan hier en daar met de neerslag naar beneden zijn gekomen, maar de meeste verontreiniging die toen werd aangetroffen was stuifmeel.
Op 4 februari 2000 is op verscheidene plaatsen in Nederland fijn Saharastof waargenomen. Onderzoek door de Klimatologische Dienst van het KNMI heeft uitgewezen dat het stof afkomstig was uit Mauritanië, waar op 31 januari een zandstorm woedde. Van daaruit is het boven de Atlantische Oceaan terechtgekomen tot een eind ten westen van Madeira. Daarna is het stof naar het noorden afgebogen om vervolgens via het zuiden van Engeland met een zuidwestelijke stroming in Nederland terecht te komen. Het komt zelden voor dat zand uit de Sahara zo'n lange omweg aflegt, meestal komt het met zuidelijke winden vrijwel recht naar Nederland toe. Door de lange omweg en het langdurige verblijf in de atmosfeer zijn de zwaarste deeltjes onderweg verloren gegaan, zodat het Saharastof dat op 4 februari met de neerslag omlaag kwam heel fijnkorrelig was.